# (38523) 1999 TY279
1999 TY279 (asteroide 38523) é um asteroide da cintura principal. Possui uma excentricidade de 0.03754530 e uma inclinação de 9.89277º.
Este asteroide foi descoberto no dia 7 de outubro de 1999 por LINEAR em Socorro.